# げっちゅ屋
げっちゅ屋（げっちゅや）は、株式会社ゲインズが運営するECサイトである。

## 概要
創業と店名変更
1999年、イーディコントライブ株式会社にて美少女ゲームサイトcomike.comとして創業された。しかし、コミックマーケットを主催する有限会社コミケットから名称に関して抗議されたため、公式サイト上で話題になっていたテーマ曲「まじかるぶっくまーく」の歌詞から着想を得て、2001年4月より現店名のげっちゅ屋への移行することが宣言され、同年7月には移行を済ませている。これに伴い、創業時は「comike.com」だったオンラインショップのドメインも、「getchu.com」に変更された。
特徴
オンラインショップは、開店以来取り扱った商品がすでに品切れのものや発売予定のものも含めてすべてデータ化されており、その多くはゲームのサンプル画像も掲載されている。タイトルやメーカーだけではなくゲーム説明で使われているキーワードで検索することも可能であるため、新規参入会社や倒産する会社が多いアダルトゲーム業界の製品データベースサイトとなっている。
しかし、2022年頃に動画データを置いていたサーバーが停止し、過去作品のサンプルムービーが一切視聴出来なくなり、その後に発売された商品においても、YouTube等にデータがあるものを除き、サンプルムービーが掲載されなくなった。
併せて、2024年にはクレジットカード会社からの要請を受け、成人向け作品を中心に大量の商品情報が削除され、データベースサイトとしての有用性は大きく下がった。
2006年からはダウンロード販売サイト「DL.Getchu.com」の運営を開始し、デジタル同人を含んだ商品を取り扱っている。
同人イベントではチラシ配布など行い、コスROMなどの同人タイトルの取り扱いにも力を入れており、コスホリックなどで頒布されているコミケでは頒布停止になるレベルのコスROMや、同人動画というカテゴリーで「コスプレ作品以外の実写系同人コンテンツ」など数多く扱っている。2016年9月23日には、警視庁生活安全部およびNPO法人知的財産振興協会（IPPA・知財協）の動画作品の適正な審査、販売についての取り組みを促す通知を受け、コスプレパッケージ作品（コスROMタイトル）の通販・店頭販売一時取扱停止を実施することを発表した。

## 沿革
- 1999年2月 - イーディーコントライブ株式会社により美少女ゲームサイト「Comike.com」として設立。
- 2000年11月 - 秋葉原に美少女ゲーム・グッズ専門店「Comike.com」をオープン[8]。
- 2001年4月 - ウェブサイトは「Getchu.com」にリアル店舗は「げっちゅ屋」に名称移行開始。
- 2002年3月 - 営業権の譲渡により株式会社ザッパラスに運営会社変更[9]。
- 2002年7月 - Comike.comドメインは廃止。
- 2004年8月 - 営業権の譲渡により有限会社ゲインズに運営会社変更[10]。
- 2006年8月11日 - ダウンロード販売サイト「DL.Getchu.com」運営開始。
- 2008年5月16日 - 運営会社有限会社ゲインズが株式会社ゲインズに商号変更。
- 2014年4月25日 - ダウンロード販売サイトGyuttoと業務提携。
- 2016年9月23日 - コスプレパッケージ作品（コスROMタイトル）タイトルの通販・店頭販売一時取扱停止[11]。
- 2024年4月25日 - クレジット会社からの要請を受け、一部商品の販売停止、商品情報の削除を実施[6]。
- 2024年5月31日 - 「DL.Getchu.com」において、Visaクレジットカード等の決済が停止[12]。
- 2024年8月31日 - 「げっちゅ屋 あきば店」閉店[13]。

## 取り扱い商品
- PCゲーム
- アニメDVD
- 音楽CD
- グッズ
- 書籍
- 同人誌・同人アイテム

## 過去に存在した店舗
- あきば店（2000年11月〜2002年10月移転〜2024年8月） - 東京秋葉原
- なんば店（2002年4月〜2003年8月） - 大阪日本橋
- なごや店（2002年〜2003年8月） - 名古屋大須

## DL.Getchu.com
2006年8月に設立された商業・同人ダウンロード販売サイト。それ以前はGetchu.comの同人ダウンロードページに出店と言う形でソフトアイランド、でじこみ堂、LLパレスのダウンロード販売サイトのリンクが貼られていた。

## マスコットキャラクター
マスコットキャラクターはコムちゃん。テーマソングが発売されるほどの人気キャラクターである。テーマソングCDは、全国のアニメグッズ店舗でも発売されている。
当初、コムちゃん役は長崎みなみが演じていたが、2002年からは望月久代に交代している。
テーマソング
まじかるぶっくまーく
春眠暁を覚えずにゃの
夢見るサマーげっちゅ
Magical Pure Songs

## 終了したサービス
- サーチエンジン
  - 美少女ゲームに特化した登録型のサーチエンジン。
- コミュニケーション
  - 電子掲示板、チャット、オフラインミーティング、求人情報。

## 経営主体
運営会社は、2度目変更されている。
- 株式会社イーディーコントライブ（1999年〜2002年）[注 2]
- 株式会社ザッパラス（2002年〜2004年）
- 有限会社ゲインズ（2004年〜2008年5月15日）
- 株式会社ゲインズ（2008年5月16日〜現在）

## グループサイト
- Gyutto[14]

## かつてのグループ会社
両社とも代表は元・ザッパラス取締役で、現・ゲインズ代表取締役CEOの内田康則が兼任。
- 株式会社ハブロッツ - PC・スマホ向けゲーム・音楽等デジタルコンテンツの販売、自社開発、メーカーへの開発投資、パッケージソフトの流通等。DL総合販売サイト『Gyutto』、スマホ向け美少女恋愛ゲーム配信サイト『萌えAPP』の運営。2024年7月26日に株式会社ゲインズに吸収合併
- 株式会社カーニバル - PCゲームソフト、音楽・ドラマCD、グッズの卸売販売会社。過去に美少女ゲームDL販売サイト『BB5.jp』美少女ゲーム専門アプリストア『エロゲ市場』の運営。2014年4月に株式会社ジャックインザボックス（後の株式会社ハブロッツ）が買収。2024年7月26日に株式会社ハブロッツに吸収合併